# Лохвицкий приборостроительный завод

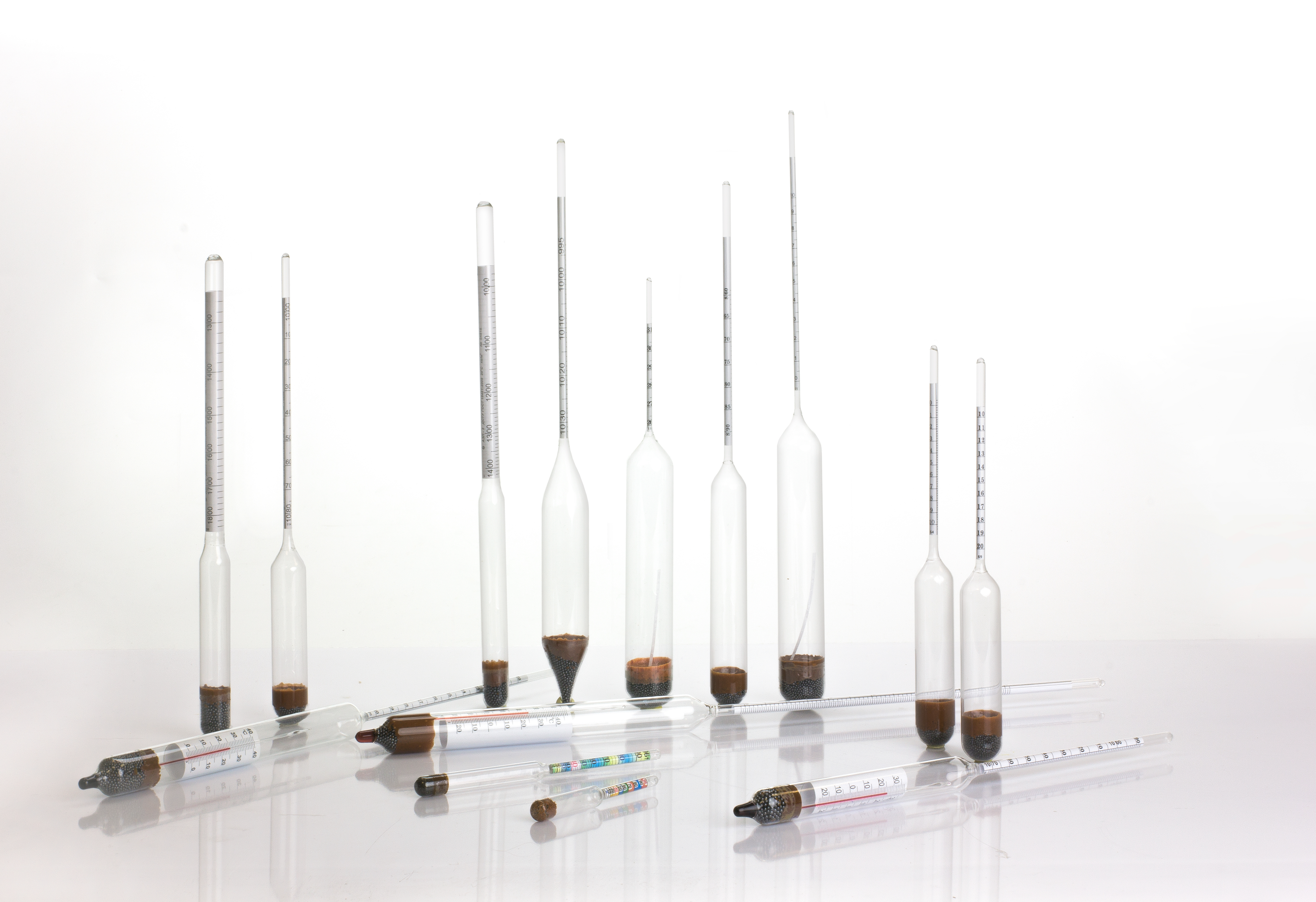
Ареометры для определения плотности производства завода "Стеклоприбор"

Частное акционное общество «Стеклоприбор» (укр. Приватне акціонерне товариство «Склоприлад») — промышленное предприятие в городе Заводское Лохвицкого района Полтавской области.

## История

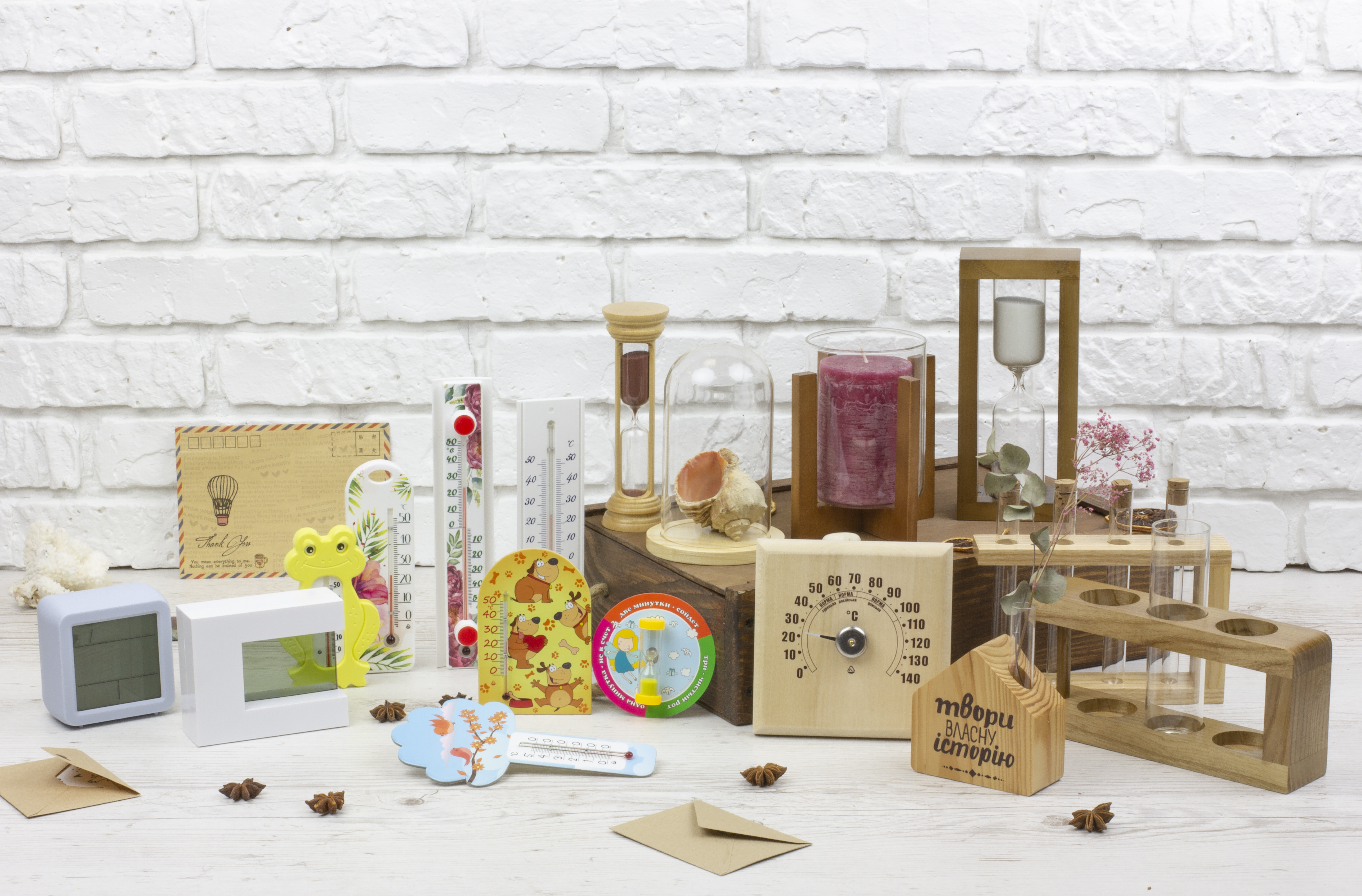
Термометры и декор для дома завода "Стеклоприбор"

История предприятия началась в 1946 году, когда на базе цеха Лохвицкого спирткомбината было создано новое производство, освоившее производство спиртомеров и стеклянных изделий, в 1959 году здесь начала работу линия по производству промышленных и медицинских ртутных термометров и химико-лабораторной посуды. В 1960 году в соответствии с шестым пятилетним планом развития народного хозяйства СССР производство было выделено в самостоятельное предприятие - Лохвицкий приборостроительный завод. В дальнейшем, ассортимент выпускаемой продукции был расширен, в конце 1980х годов завод входил в число ведущих предприятий города.
В условиях экономического кризиса 1990х годов положение предприятия осложнилось.
В мае 1995 года Кабинет министров Украины утвердил решение о приватизации завода в течение 1995 года, после чего в 1996 году государственное предприятие было преобразовано в открытое акционерное общество.
В 2005 году предприятие освоило производство манометров.
Начавшийся в 2008 году экономический кризис осложнил положение предприятия, к концу 2008 года были уволены 200 человек и количество работников сократилось на 25%. После получения в 2009 году государственной помощи положение завода стабилизировалось, 17 августа 2009 года завод вышел из простоя и объявил о восстановлении объемов производства.
В первом полугодии 2012 года численность работников предприятия составляла 786 человек, завод выпускал около 300 различных видов изделий, объемы производства составляли 5 - 6 млн. гривен в месяц, основной продукцией являлись лабораторная посуда (в первую очередь, стаканы, пипетки и колбы), а также термометры и ареометры.
Летом 2012 года завод принял участие во всеукраинском конкурсе качества продукции «100 кращих товарів України», представленный на конкурс термометр для сауны вошёл в число 18 видов продукции и услуг 16 предприятий Полтавской области, прошедших региональный этап конкурса, в 2013 году на конкурс был представлен ареометр АНТ для измерения плотности нефти.
В 2014-2015 годы завод входил в число ведущих предприятий Лохвицкого района, в течение 2014 года завод стабильно функционировал, но в 2015 году в условиях ухудшения экономической ситуации в стране положение предприятия осложнилось.

## Современное состояние
Завод выпускает технические и бытовые контрольно-измерительные приборы (в том числе, ареометры, гигрометры, манометры, термометры и промышленные счётчики воды), изделия из стекла (в том числе, химико-лабораторную посуду и предметные стекла), шаровые газовые краны, трубопроводную аппаратуру и запчасти для буровых установок.